# یک دقیقه و سیزده ثانیه
یک دقیقه و سیزده ثانیه نمایشنامه‌ای به نویسندگی مشترک محمد چرمشیر، بهمن عباس‌پور و شهرام گیل‌آبادی است، و توسط انتشارات نوآزما به‌چاپ رسیده است.
یک دقیقه و سیزده ثانیه نمایشنامه‌ای اجتماعی است و در آن از زندگی زنانی صحبت می‌شود که برای یک عمر از داشتن یک زندگی با حداقل‌ها محروم بودند و دریغ که حتی نتوانسته‌اند از مشکلاتشان صحبت کنند. برای نوشته شدن این نمایشنامه یک تیم تحقیقاتی، پژوهشی دوساله را آغاز کردند. آنان به بررسی زندگی پنجاه و سه زن کارتن‌خواب پرداختند و در این میان، حکایت چهارنفر را انتخاب کردند. حکایت‌هایی که گاه آنچنان دردناک هستند که کسی نمی‌تواند حقیقتشان را باور کند.
یک دقیقه و سیزده ثانیه بارها در سالن‌های تئاتر شهرهای مختلف به‌روی صحنه رفته است.